# Masaki Inoue
Masaki Inoue (井上昌己, Inoue Masaki, Nagasaki, 25 de julho de 1979) é um ciclista olímpico japonês. Inoue representou seu país nos Jogos Olímpicos de Verão de 2004, juntamente com Toshiaki Fushimi e Tomohiro Nagatsuka, no qual ganhou a medalha de prata.